# Cyclosorus omeigensis
Cyclosorus omeigensis är en kärrbräkenväxtart som beskrevs av Ren-Chang Ching. Cyclosorus omeigensis ingår i släktet Cyclosorus och familjen Thelypteridaceae. Inga underarter finns listade.